# La Vielha de Tolosa
Vièlha Tolosa (francès Vieille-Toulouse) és un municipi francès del departament de l'Alta Garona a la regió d'Occitània.